# Kiss Gábor (régész)
Kiss Gábor (Szeged, 1958. március 21. –) régész, muzeológus.

## Élete
1976-ban érettségizett a budapesti Kölcsey Ferenc Gimnáziumban. 1977-1982 között végzett az Eötvös Loránd Tudományegyetem régészet-történelem szakán. 1982–1983 között a bajai Türr István Múzeum ásatási technikusa. 1983-tól a szombathelyi Savaria Múzeum munkatársa, 1984-től régésze, 1987–1995 között régészeti osztályvezető, 1995–től főtanácsos. A vasvári Helytörténeti Múzeum régésze.
1983–tól a Magyar Régészeti és Művészettörténeti Társulat, 1991–től a Panniculus Régiségtani Egylet tagja.
Ásatásokat végzett többek között Csepreg-Szentkirályon, Ikervárban, Izsákfa-Bokodpusztán, Lukácsházán, Rumban, Sorkifalud-Zalakon, Sorokpolányban, Szombathelyen, Táplánszentkereszten, Vasasszonyfán, Vasváron, Velem-Szentviden.

## Művei
- 1983 Egy avarkori fülbevalótípusról. Arch. Ért. 110, 100–111.
- 1984 Tolna megyei avar temetők (Wosinsky Mór ásatásai). Budapest. (tsz. Somogyi Péter)
- 1987 A vasvári „Római sánc” és a „Katonák útja” időrendje és értelmezése (Adatok a korai magyar gyepűrendszer topográfiájához I). Comm. Arch. Hung. 1987, 101–137. (tsz. Tóth Endre)
- 1990 Erdélyi várak, várkastélyok (Panoráma)
- 1991 A Szombathely–Kőszegi úti avar lovassír (A késő avarkori négy-, és ötkaréjos lószerszámveretek). Móra Ferenc Múzeum Évkönyve 1984/85-2. Szeged
- 1992 Zur Datierung der Urnengräber aus dem awarenzeitlichen Gräberfeld Keszthely-Stadt. In: Falko Daim (Hrsg.): Awarenforschungen II. Wien, 585–604.
- 1993 A szombathelyi Szent Márton templom régészeti kutatása 1984–1992. Comm. Arch. Hung. 1993, 175–199. (tsz. Tóth Endre)
- 1993 A vasasszonyfai avar temető lovassírjai (A késő avar kori kétkaréjos és lapos rozettás lószerszámveretek). A Herman Ottó Múzeum Évkönyve 30-31/2.
- 1995 A késői avar aranyozott övdíszek. SMMK 11, 99–126.
- 1996 Die Mitbestattung von Pferden bei der Awaren. In: Reitervölker aus dem Osten: Hunnen, Awaren. Begleitbuch und Katalog. Eisenstadt, 387–390.
- 1996 Diesseits und jenseits der Donau. Über etliche Bestattungssitten in W- und N-Awaria. In: Darina Bialeková – Jozef Zábojník (Hrsg.): Ethnische und Kulturelle Verhältnisse an der mittleren Donau vom 6. bis zum 11. Jahrhundert. Bratislava, 167–178.
- 1996 A lukácsházi avar temető 8. számú lovassírja. A késő avar tausírozott vas falerák. Savaria 22/3, 107–143.
- 1997 A Keszthely-dobogói avar kori temető. (Lipp Vilmos ásatása). Zalai Múzeum 8, 115–160.
- 1998 A késő avar kori állatfejes övforgók és akasztóveretek. MFMÉ - Studia Archaeologica 4, 461–493.
- 1998 Savaria-Szombathely története. (Főszerk.: Feiszt György) 1. A város alapításától 1526-ig. (Szerk.: Engel Pál) Szombathely. (tsz. Tóth Endre – Zágorhidi Czigány Balázs)
- 1999 Vas megye 10–12. századi sír- és kincsleletei. Szombathely.
- 1999 A Keszthely-városi avar kori temető kutatásának kezdetei (1873. november – 1880. április). Zalai Múzeum 9, 77–98.
- 2000 Die spätawarenzeitlichen Riemenzungen mit Knopfenden. Acta Arch. Hung. 51, 411–418.
- Kiss Gábor–Mayer László: Kincses Szombathely; B.K.L. K., Szombathely, 2002
- Baráz Csaba–Kiss Gábor–Holló Sándor: Szakrális kőemlékeink. Kaptárkövek Magyarországon; Vidékfejlesztési Minisztérium Környezet- és Természetvédelmi Helyettes Államtitkársága, Bp., 2011
- Kiss Gábor–Zsámbéky Monika: A szombathelyi Szent Márton-templom a domonkosok idején, 1638-1950; Szent Márton-plébánia, Szombathely, 2012
- A vasvári káptalantól a szombathelyi püspökségig. A Szombathelyi Egyházmegye története; összeáll. Kiss Gábor, Zágorhidi Czigány Balázs, Pál Ferenc; Szombathelyi Egyházmegye–Martinus, Szombathely, 2012

## Elismerései
- 1999 Nívódíj